# Fußball-Europameisterschaft 1964/Qualifikation

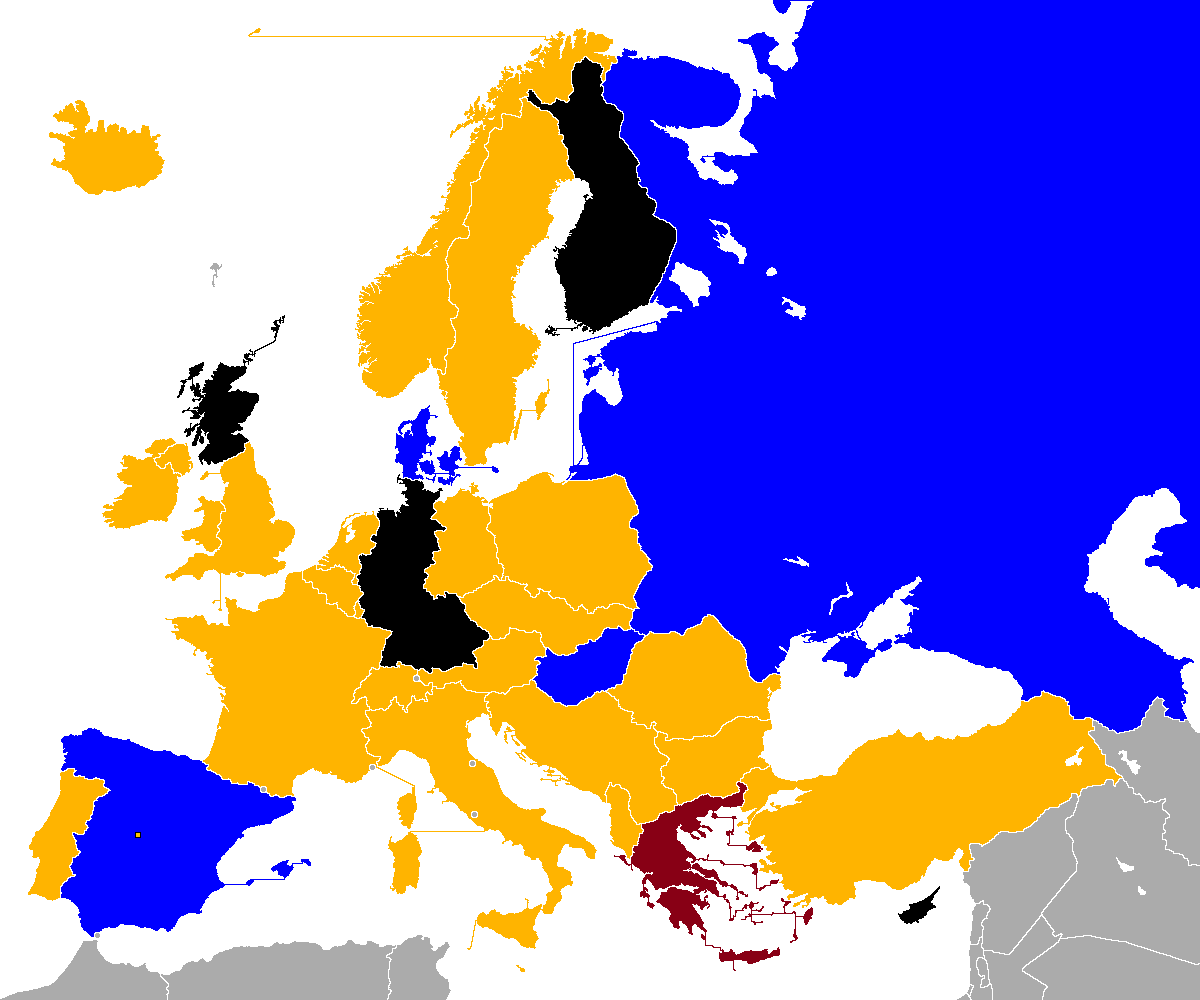
qualifiziert
nicht qualifiziert
zurückgezogen
nicht teilgenommen
kein UEFA-Mitglied

An der Qualifikation zur Fußball-Europameisterschaft 1964 beteiligten sich 29 Nationalmannschaften, die nach dem K.-o.-System vier Endrundenteilnehmer ausspielten. Unter diesen wurde der Gastgeber des Hauptturniers – Spanien – ausgelost.
Vier von den damals 33 Mitgliedsverbänden der UEFA meldeten sich nicht an. Zypern verpasste die rechtzeitige Anmeldung wegen des Bürgerkriegs. Finnland wollte aus finanziellen Gründen nicht teilnehmen und der schottische Fußballverband befand sich im Umbruch. Die Bundesrepublik Deutschland hatte keinerlei sportliches Interesse. Bundestrainer Sepp Herberger empfand diesen Wettbewerb – wie schon 1958/1960 – als „reine Zeitverschwendung“.

## Vorrunde
Drei Mannschaften bekamen Freilos für das Achtelfinale: die Sowjetunion als geltender Europameister sowie Österreich und Luxemburg gemäß Losverfahren.
Die Hinspiele fanden vom 21. Juni bis 2. Dezember 1962, die Rückspiele vom 2. September 1962 bis 31. März 1963 statt.
|             | Gesamt |                  | Hinspiel | Rückspiel |
| ----------- | ------ | ---------------- | -------- | --------- |
| Norwegen    | 1:3    | Schweden         | 0:2      | 1:1       |
| Dänemark    | 9:2    | Malta            | 6:1      | 3:1       |
| Irland      | 5:3    | Island           | 4:2      | 1:1       |
| England     | 3:6    | Frankreich       | 1:1      | 2:5       |
| Polen       | 0:4    | Nordirland       | 0:2      | 0:2       |
| Spanien     | 7:3    | Rumänien         | 6:0      | 1:3       |
| Jugoslawien | 4:2    | Belgien          | 3:2      | 1:0       |
| Bulgarien   | 4:4    | Portugal         | 3:1      | 1:3       |
| Ungarn      | 4:2    | Wales            | 3:1      | 1:1       |
| Niederlande | 4:2    | Schweiz          | 3:1      | 1:1       |
| DDR         | 3:2    | Tschechoslowakei | 2:1      | 1:1       |
| Italien     | 7:0    | Türkei           | 6:0      | 1:0       |
| Albanien    | *      | Griechenland     |          |           |
| Luxemburg   |        | Freilos          |          |           |
| Österreich  |        | Freilos          |          |           |
| Sowjetunion |        | Freilos          |          |           |

### Entscheidungsspiel
Das Spiel fand am 23. Januar 1963 in Rom statt.
|           | Ergebnis |          |
| --------- | -------- | -------- |
| Bulgarien | 1:0      | Portugal |

## Achtelfinale
Die Hinspiele fanden vom 30. Mai bis 19. Oktober 1963, die Rückspiele vom 18. September bis 10. November 1963 statt.
|             | Gesamt |            | Hinspiel | Rückspiel |
| ----------- | ------ | ---------- | -------- | --------- |
| Spanien     | 2:1    | Nordirland | 1:1      | 1:0       |
| Jugoslawien | 2:3    | Schweden   | 0:0      | 2:3       |
| Dänemark    | 4:1    | Albanien   | 4:0      | 0:1       |
| Niederlande | 2:3    | Luxemburg  | 1:1      | 1:2       |
| Österreich  | 2:3    | Irland     | 0:0      | 2:3       |
| Bulgarien   | 2:3    | Frankreich | 1:0      | 1:3       |
| Sowjetunion | 3:1    | Italien    | 2:0      | 1:1       |
| DDR         | 4:5    | Ungarn     | 1:2      | 3:3       |

## Viertelfinale
Die Hinspiele fanden vom 4. Dezember 1963 bis 13. Mai 1964, die Rückspiele vom 10. Dezember 1963 bis 27. Mai 1964 statt.
|            | Gesamt |             | Hinspiel | Rückspiel |
| ---------- | ------ | ----------- | -------- | --------- |
| Luxemburg  | 5:5    | Dänemark    | 3:3      | 2:2       |
| Spanien    | 7:1    | Irland      | 5:1      | 2:0       |
| Frankreich | 2:5    | Ungarn      | 1:3      | 1:2       |
| Schweden   | 2:4    | Sowjetunion | 1:1      | 1:3       |

### Entscheidungsspiel
Das Spiel fand am 18. Dezember 1963 in Amsterdam statt.
|          | Ergebnis |           |
| -------- | -------- | --------- |
| Dänemark | 1:0      | Luxemburg |